# Martin Laursen (Fußballspieler)
Martin Laursen (* 26. Juli 1977 in Farvoug) ist ein ehemaliger dänischer Fußballspieler.

## Karriere
Der Verteidiger Martin Laursen begann seine Laufbahn 1995 beim dänischen Erstligisten Silkeborg IF und wechselte 1998 in die italienische Serie A zu Hellas Verona. 2001 holte ihn der AC Mailand, wo er mit seinem dänischen Landsmann Thomas Helveg zur Stammformation der Abwehr zählte und 2003 die UEFA Champions League gewann. 2004 ging er in die englische Premier League zu Aston Villa, wo er einen Vierjahresvertrag unterschrieb. In der Saison 2008/09 wurde er zum Kapitän seines Teams ernannt. In der Hinrunde lag Aston Villa mit Laursen noch auf Platz 3 und war nur wenige Punkte von der Tabellenführung entfernt, erst als Laursen im Dezember aufgrund einer Knieverletzung lange ausfiel, rutschte Aston Villa auf Platz 5 ab.
Am 15. Mai 2009 beendete Laursen seine Karriere auf Grund dieser Knieverletzung, nachdem mehrere Comeback-Versuche erfolglos blieben.
Für die dänische Fußballnationalmannschaft gab er sein Debüt am 29. März 2000 gegen Portugal. Er nahm an den Fußball-EMs 2000 (kein Einsatz) und 2004 (Vier Einsätze) sowie an der WM 2002 (vier Einsätze) teil.

## Erfolge
- 1 × italienischer Meister mit dem AC Mailand (2003/04)
- 1 × Coppa Italia mit dem AC Mailand (2002/03)
- 1 × Champions League mit dem AC Mailand (2002/03)